# Анна Андерсдоттер
Анна Андерсдоттер (швед. Anna Andersdotter; fl 1598), — шведская дворянка, бывшая замужем за Йёраном Перссоном, советником короля Швеции Эрика XIV.
Анна Андерсдоттер вышла замуж за Йёрана Перссона в 1561 году. Она была известна как личная подруга и компаньонка Катарины Монсдоттер, а также числилась в её свите во время поездок между различными королевскими замками как во время пребывания Катарины в качестве королевской любовницы, так и в качестве королевы.
Во время первой болезни Эрика XIV в 1567 году Йёран Перссон был смещён со своего поста и арестован. Во время процесса против него Анну обвинили в том, что она пустила слух о том, что Катарина использовала колдовство, чтобы заставить короля влюбиться в неё, тем самым способствуя тому, чтобы он сошёл с ума под действием магии. Кроме того, Анну обвинили ещё и в том, что она использовала колдовство, чтобы очаровать Катарину. По некоторым сообщениям, Анна Андерсдоттер была признана виновной по предъявленному обвинению, но по неизвестным причинам приговор ей так и не был приведён в исполнение. Согласно традиционной версии он был изменён по просьбе Катарины Монсдоттер, но она считается одним из многих мифов, возникших вокруг персоны Катарины. В любом случае, вскоре после этого король пришёл в себя, а Йёран Перссон был восстановлен в должности советника короля.
В 1563 году Анна Андерсдоттер стала опекуншей незаконнорожденных детей брата короля герцога Юхана, когда он был заключён в тюрьму, Юлиуса и Софии Юлленхильм. В 1568 году Эрик XIV был низложен и заключён в тюрьму, а его брат Юхан взошёл на трон. Йёран Перссон был вновь низложен, заключён в тюрьму и на этот раз казнен. Его мать, Анна, также была арестована и приговорена к смерти и была бы казнена, если бы не умерла до казни. Анна Андерсдоттер и трое её детей получили убежище и защиту от преследований у брата короля, герцога Карла.